# Bulbophyllum dearei
Bulbophyllum dearei  (лат.) — вид однодольных растений семейства Орхидные (Orchidaceae), рода Бульбофиллюм (Bulbophyllum). Вид описан в 1888 году ботаником Генрихом Густавом Райхенбахом.
Произрастает в Юго-Восточной Азии, преимущественно на острове Калимантан, а также в Малайзии и на Филиппинах.
Как и некоторые другие виды орхидей, вид назван в честь человека, который первым добился цветения растения в условиях культивирования, — это был подполковник Дир (англ. Deare) из Суррея (Англия).